# The Catcher Was a Spy
The Catcher Was a Spy is een Amerikaanse biografische oorlogsfilm uit 2018, geregisseerd door Ben Lewin en gebaseerd op de biografie The Catcher Was a Spy: The Mysterious Life of Moe Berg, geschreven door Nicholas Dawidoff in 1994. 

## Verhaal
Moe Berg is een Amerikaans honkbalspeler in de Major League die als catcher bij verschillende clubs uitkwam. Tijdens de Tweede Wereldoorlog ging hij in dienst bij de Amerikaanse geheime dienst, de Office of Strategic Services (de voorloper van de CIA) als geheim agent die in Europa op oorlogsmissie gaat.

## Rolverdeling
| Acteur             | Personage         |
| ------------------ | ----------------- |
| Paul Rudd          | Moe Berg          |
| Mark Strong        | Werner Heisenberg |
| Sienna Miller      | Estella Huni      |
| Jeff Daniels       | Bill Donovan      |
| Guy Pearce         | Robert Furman     |
| Paul Giamatti      | Samuel Goudsmit   |
| Giancarlo Giannini | Edoardo Amaldi    |
| Tom Wilkinson      | Paul Scherrer     |

## Productie
Het nieuwe project van Ben Lewin, de verfilming van het boek over Moe Berg met Paul Rudd in de hoofdrol werd aangekondigd in april 2016. In februari 2017 werden Guy Pearce, Jeff Daniels, Paul Giamatti, Sienna Miller en Giancarlo Giannini aan de cast toegevoegd en de filmopnamen gingen van start op 13 februari. Er werd gefilmd in Praag en Boston.
The Catcher Was a Spy was eerst voorzien om getoond te worden op het Internationaal filmfestival van Toronto in september 2017 maar geraakte niet op tijd klaar. De film ging uiteindelijk op 19 januari 2018 in première op het Sundance Film Festival.